# Abdel Aziz al-Rantissi
Abdel Aziz al-Rantissi (Arabisch: عبدالعزيز علي عبدالمجيد الحفيظ الرنتيسي, ʿAbd al-ʿAzīz ʿAlī ʿAbd al-Māǧid al-Rantīsī) (Yibna, 23 oktober 1947 – Gaza, 17 april 2004) was een Palestijns leider en kinderarts. Vanaf  25 maart 2004 tot zijn liquidatie door Israël op 17 april 2004 was hij de politiek leider van Hamas.

## Rol bij Hamas
Rantissi was een van de zeven oprichters van Hamas in de Gazastrook. Door velen werd hij beschouwd als de tweede belangrijke leider na mede-oprichter sjeik Ahmad Yassin. In Gaza was hij een populaire figuur. Zijn rol groeide tijdens de Eerste Intifada.
Na de liquidatie van Ahmad Yassin door Israël in maart 2004 volgde Rantissi hem op 24 maart op als politiek leider van Hamas. Hij was tevens de woordvoerder van Hamas.

## Biografie
Al-Rantissi werd geboren in Yibna, nabij Ashkelon, in het toenmalig Britse Mandaatgebied Palestina. De naam van zijn geboortestad leeft voort in de Hebreeuwse naam van het stadje Yavne. David Ben Goerion schrijft in zijn dagboek op 5 juni 1948: "vandaag namen we Yibna in zonder noemenswaardige tegenstand". De inwoners werden gesommeerd te vertrekken. Rantissi groeide op in het vluchtelingenkamp van Khan Yunis. Vervolgens studeerde hij voor arts in Egypte. Hij zou uiteindelijk kinderarts worden. In Egypte raakte hij ook geïnspireerd door het Moslimbroederschap.
Hij is verschillende keren gevangengezet door Israël en ontsnapte al eens aan een poging tot liquidatie. Ook de Palestijnse Autoriteit heeft hem meerdere malen gevangengezet voor zijn kritiek op Yasser Arafat. Zijn stem werd er echter niet door gematigd.
Sinds zijn terugkeer (1993) uit de door Israël opgelegde ballingschap in Libanon (1992) was hij een vooraanstaand woordvoerder van Hamas. Zoals de meeste Hamasleden was Al-Rantissi tegen elk compromis met Israël en voor de bevrijding van geheel Palestina door jihad te voeren tegen de 'zionistische entiteit'. Deze bevrijdingsstrijd mocht volgens hem met alle middelen gevoerd worden, inclusief zelfmoordaanslagen. Hij zag deze niet als terrorisme, maar als een reactie op het Israëlisch terrorisme, individueel en door de regering, tegen Palestijnse burgers. In een artikel in het aan Hamas gelieerde blad Al-Risala ontkende hij het bestaan van de gaskamers en beweerde hij dat er een nauwe samenwerking was tussen nazi's en zionisten.
Op 17 april 2004 werden Abdel Aziz al-Rantissi, zijn zoon Mohammed en een lijfwacht gedood door een Israëlische raketaanval op zijn auto. VN-secretaris-generaal Kofi Annan veroordeelde deze en andere buitengerechtelijke liquidaties.
Jonathan Peled, een woordvoerder voor het Israëlische Ministerie van Buitenlandse Zaken, zei dat Israël een terroristenbrein had uitgeschakeld.
Al-Rantissi noemde de Amerikaanse president, George W. Bush, een vijand van God, de islam en de moslims.